# 新聞台 (法國電視一台)
新聞台（法語：La Chaîne Info，簡稱：LCI）是法國的一個新聞頻道，也是法国境内第一个以新闻为主的电视频道。新聞台由法國電視一台所有，開播於1994年6月24日。2016年4月5日，該頻道从付费频道為免費頻道，并于數位無線電視落地。

## 外部連結
- 官方網站 （页面存档备份，存于）